# Liste der Wappen im Kreis Warendorf
Diese Liste beinhaltet alle in der Wikipedia gelisteten Wappen des Kreises Warendorf in Nordrhein-Westfalen, inklusive historischer Wappen. Alle Städte, Gemeinden und Kreise in Nordrhein-Westfalen führen ein Wappen. Sie sind über die Navigationsleiste am Ende der Seite erreichbar.

## Kreis Warendorf

Wappen des Kreises Warendorf
Der Kreis Warendorf in Nordrhein-Westfalen

## Wappen der Städte und Gemeinden

Stadt Ahlen
Stadt Beckum
Gemeinde Beelen
Stadt Drensteinfurt
Stadt Ennigerloh
Gemeinde Everswinkel
Stadt Oelde
Gemeinde Ostbevern
Stadt Sassenberg
Stadt Sendenhorst
Stadt Telgte
Gemeinde Wadersloh
Kreisstadt Warendorf

## Wappen ehemals selbstständiger Gemeinden

Stadtteil Albersloh der Stadt Sendenhorst
Stadtteil Dolberg der Stadt Ahlen
Stadtteil Freckenhorst der Stadt Warendorf
Stadtteil Hoetmar der Stadt Warendorf
Stadtteil Lette der Stadt Oelde
Ortsteil Liesborn der Gemeinde Wadersloh
Stadtteil Milte der Stadt Warendorf
Stadtteil Neubeckum der Stadt Beckum
Stadtteil Stromberg der Stadt Oelde
Stadtteil Vorhelm der Stadt Ahlen
Gemeinde Wadersloh bis 1977
Stadtteil Westbevern der Stadt Telgte

## Wappen der ehemaligen Landkreise

Altkreis Warendorf
Kreis Beckum
Kreis Münster

## Blasonierungen
1. ↑  Kreiswappen: „In Rot ein rechtsschräger goldener (gelber) Wellenbalken, begleitet von je einem goldenen (gelben) Sonnenrad.“ Wappen des Kreises Warendorf
2. ↑  Ahlen: „In Rot ein golden (gelb) gekrönter, einwärts gekrümmter, siebenfach geflügelter silberner (weißer) Aal. Über dem Wappenschild eine dreitürmige goldene (gelbe) Mauerkrone mit Tor.“ Hauptsatzung, § 2 (PDF; 71 kB)
3. ↑  Beckum: „In Rot drei schräge silberne (weiße) Wellenbalken, die von rechts oben nach links unten verlaufen.“ Die korrekte Blasonierung lautet: „In Rot drei schräge silberne (weiße) Wellenbalken.“ Hauptsatzung, § 1 (Seite nicht mehr abrufbar, festgestellt im April 2019. Suche in Webarchiven)  Info: Der Link wurde automatisch als defekt markiert. Bitte prüfe den Link gemäß Anleitung und entferne dann diesen Hinweis. (PDF; 284 kB)
4. ↑  Beelen: „Auf blau und gold (gelb) gerauteten Schild ein schwarzer, silbern (weiß) bewehrter und rotgezungter steigender Löwe.“ Beelener Wappen (Seite nicht mehr abrufbar, festgestellt im April 2019. Suche in Webarchiven)  Info: Der Link wurde automatisch als defekt markiert. Bitte prüfe den Link gemäß Anleitung und entferne dann diesen Hinweis.
5. ↑  Drensteinfurt: „In blau auf gewelltem, mit drei Reihen silberner (weißer) Steine belegtem Schildfuß ein linksschreitender silberner (weißer) Hirsch mit silbernem (weißem) dreiblättrigem Zweig im Geäse.“ Hauptsatzung, § 2 (Memento des Originals vom 4. Oktober 2013 im Internet Archive)  Info: Der Archivlink wurde automatisch eingesetzt und noch nicht geprüft. Bitte prüfe Original- und Archivlink gemäß Anleitung und entferne dann diesen Hinweis. (PDF; 254 kB)
6. ↑  Ennigerloh: „In einem grünen Feld drei 2 : 1 gestellte silberne (weiße) Muscheln.“ Hauptsatzung, § 2 (Seite nicht mehr abrufbar, festgestellt im April 2019. Suche in Webarchiven)  Info: Der Link wurde automatisch als defekt markiert. Bitte prüfe den Link gemäß Anleitung und entferne dann diesen Hinweis. (PDF; 632 kB)
7. ↑  Everswinkel: „Im geteilten Schild oben in Rot die Vorderansicht einer silbernen (weißen) Kirche mit schwarzgedecktem Turm, unten in Silber (Weiß) einen rechtsgewandten schwarzen Eber unter einem schwarzen Sparren.“ Hauptsatzung, § 2 (PDF; 33 kB)
8. ↑  Oelde: „Das Wappen zeigt im blauen Schilde einen nach oben offenen silbernen (weißen) Halbmond mit sechsstrahligem silbernen (weißen) Stern darüber.“ Hauptsatzung, § 2 (Memento des Originals vom 14. Mai 2016 im Internet Archive)  Info: Der Archivlink wurde automatisch eingesetzt und noch nicht geprüft. Bitte prüfe Original- und Archivlink gemäß Anleitung und entferne dann diesen Hinweis. (PDF; 775 kB)
9. ↑  Ostbevern: „In Gold (Gelb) zwei rote Zickzackbalken, belegt mit einem steigenden Biber mit roter Zunge.“ Ostbeverner Wappen (Memento des Originals vom 12. März 2013 im Internet Archive)  Info: Der Archivlink wurde automatisch eingesetzt und noch nicht geprüft. Bitte prüfe Original- und Archivlink gemäß Anleitung und entferne dann diesen Hinweis.
10. ↑  Sassenberg: „In Rot drei aufgerichtete goldene (gelbe) Kurzschwerter über einem goldenen (gelben) Dreiberg im Schildfuß.“ Hauptsatzung, § 2 (Memento des Originals vom 4. März 2016 im Internet Archive)  Info: Der Archivlink wurde automatisch eingesetzt und noch nicht geprüft. Bitte prüfe Original- und Archivlink gemäß Anleitung und entferne dann diesen Hinweis. (PDF; 449 kB)
11. ↑  Sendenhorst: „In Gold (Gelb) auf rotem Ross der rot gerüstete hl. Martin mit nebenhergehendem roten Bettler.“ Hauptsatzung, § 2 (Seite nicht mehr abrufbar, festgestellt im April 2019. Suche in Webarchiven)  Info: Der Link wurde automatisch als defekt markiert. Bitte prüfe den Link gemäß Anleitung und entferne dann diesen Hinweis. (PDF; 37 kB)
12. ↑  Telgte: „Auf weißem (silbernen) Grund über einem Dreiberg auf einem grünen Rasenstück ein junger, grüner siebenblättriger Eichenbaum mit zwei grünen Eicheln.“ Hauptsatzung, § 2 (PDF; 321 kB)
13. ↑  Wadersloh: „Über einem goldenen (gelben), mit einer halben roten Rose mit goldener (gelber) Butze belegten Schildfuß in Rot drei goldene (gelbe) Abtkrümmen.“ Hauptsatzung, § 2 (Seite nicht mehr abrufbar, festgestellt im April 2019. Suche in Webarchiven)  Info: Der Link wurde automatisch als defekt markiert. Bitte prüfe den Link gemäß Anleitung und entferne dann diesen Hinweis. (PDF; 68 kB)
14. ↑  Warendorf: „In Gold (Gelb) ein roter Torturm mit doppeltem Zinnenkranz, offenem Tor mit darüber hängendem silbernen (weißen) Fallgatter und beiderseits anschließender, ansteigender roter Zinnenmauer.“ Stadler, Klemens: Deutsche Wappen - Bundesrepublik Deutschland. Angelsachsen Verlag, 1972, Band 7, S. 97
15. ↑  Albersloh: „In Gold (Gelb) über einem roten Dreiberg, belegt mit einem goldenen (gelben) Topf, eine rote Mitra mit goldenen (gelben) Ornamenten im rechten Obereck.“
16. ↑  Dolberg: „In Gold (Gelb) ein roter doppelt gezinnter Kranz.“
17. ↑  Freckenhorst: „Unter rotem Schildhaupt, darin nebeneinander drei fünfzackige goldene (gelbe) Sterne, golden (gelb)..“
18. ↑  Hoetmar: „Gespalten in Rot und Gold (Gelb), vorn ein halber goldener (gelber) Adler und hinten ein aufrecht stehender grüner Palmzweig.“
19. ↑  Lette: „In Grün ein rechtsschräger silberner (weißer) Schlagbaum.“
20. ↑  Liesborn: „In Rot der goldene (gelbe) Turm der Abteikirche Liesborn, mit Tor, neun Fenstern im Verhältnis 3:3:3 und Kreuz auf dem Spitzdach, alle schwarz, begleitet von dem Turm zugewandten silbern (weiß) gekleideten Heiligen mit Heiligenschein, sakralen Gefäßen in den Händen und Schuhen, alle golden (gelb).“
21. ↑  Milte: „In Rot ein silberner (weißer) romanischer Kirchturm mit Tor, Schallöffnungen, einem Fenster, Turmuhr und Treppengiebel, begleitet von zwei silbernen (weißen) vertikalen Wellenbalken.“
22. ↑  Neubeckum: „In Rot ein schräges silbernes (weißes) Eisenbahngeleise auf silbernen (weißen) Schwellen, begleitet von je einem silbernen (weißen) Wellenbalken.“
23. ↑  Stromberg: „In Rot eine silberne (weiße) Burg mit breitem viegeschossigem Mittelturm und blauen Dächern, auf dem obersten Geschoss je ein silberner (weißer) Wächter mit Hellebarde, oben ein silberner (weißer) Adler und zwei runden Seitentürmen mit blauen Spitzdächern; im Tor der silbern (weiß) gekleidete Kaiser Karl der Große mit goldener (gelber) Krone, Haar und Reichsapfel sowie silbernen (weißen) Schwert.“
24. ↑  Vorhelm: „In Silber (Weiß) ein roter Balken, darüber vier und darunter drei balkenweise, auf die Spitze stellte blauen Rauten (früher Wecken genannt).“
25. ↑  Wadersloh: „In Gold (Gelb) einen nach links laufenden schwarzen rotbezungten Rüden über einer auf drei Blütenblätter geminderten Rose mit silberner (weißer) Butze..“
26. ↑  Westbevern: „In Blau über eine Reihe schräggestellter goldener (gelber) Rauten, ein silbern (weiß) bewehrter goldener (gelber) Bieber.“
27. ↑  Altkreis Warendorf: „In Gold (Gelb) ein roter Balken, belegt mit drei goldenen (gelben) Sonnenrädern.“
28. ↑  Kreis Beckum: „In Rot ein rechtsschräger goldener (gelber) Wellenbalken.“
29. ↑  Kreis Münster: „Geteilt in Gold (Gelb) und Blau, oben ein roter Querbalken und unten golden (gelb) gegittert mit je drei verflochtenen Stäben.“